# Dauphin—Swan River—Marquette

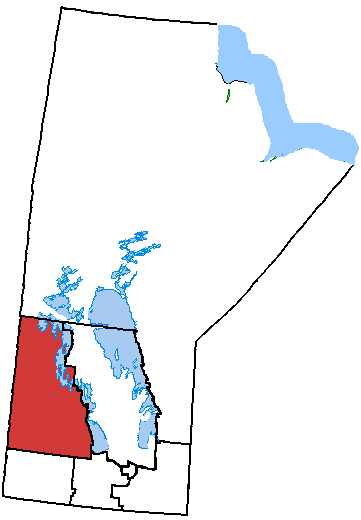
Carte du district électoral du Dauphin—Swan River—Marquette. Basé sur les cartes d'Andrew, crée par SimonP.

Dauphin—Swan River—Marquette (initialement connue sous les noms de Dauphin et de Dauphin—Swan River) était une circonscription électorale fédérale canadienne dans la province du Manitoba. Elle comprenait essentiellement la partie de la province à l'ouest des lacs Manitoba et Winnipegosis.
Sa population était de 77 586 dont 55 069 électeurs[Quand ?] sur une superficie de 52 558 km². Les circonscriptions limitrophes étaient Churchill, Selkirk—Interlake, Portage—Lisgar, Brandon—Souris, Souris—Moose Mountain, Yorkton—Melville, Desnethé—Missinippi—Rivière Churchill.

## Résultats électoraux
|       | Candidat       | Parti        | # de voix | % des voix |
|       | Robert Sopuck  | Conservateur | +18 543,  | 63,09 %    |
|       | Wendy Menzies  | Libéral      | +01 947,  | 6,62 %     |
|       | Cheryl Osborne | NPD          | +07 657,  | 26,05 %    |
|       | Kate Storey    | Vert         | +01 243,  | 4,23 %     |
| Total | Total          | Total        | 29 390    | 100 %      |

|       | Candidat            | Parti                       | # de voix | % des voix |
|       | Inky Mark           | Conservateur                | +18 121,  | 61,54 %    |
|       | Wendy Menzies       | Libéral                     | +04 084,  | 13,87 %    |
|       | Ron Strynadka       | NPD                         | +04 874,  | 16,55 %    |
|       | Kate Storey         | Vert                        | +01 916,  | 6,51 %     |
|       | David Andres        | Héritage                    | +00356,   | 1,21 %     |
|       | Charles Prefontaine | Pouvoir politique du peuple | +00095,   | 0,32 %     |
| Total | Total               | Total                       | 29 446    | 100 %      |

## Historique
La circonscription de Dauphin a été créée en 1903 avec des parties de Macdonald, Marquette et de Saskatchewan. La circonscription fut renommée Dauphin—Swan River en 1983 et Dauphin—Swan River—Marquette en 2004. Abolie lors du redécoupage de 2012, la circonscription fut incorporée dans Dauphin—Swan River—Neepawa.
1. 1904-1908 — Theodore Arthur Burrows, PLC
2. 1908-1911 — Glenlyon Archibald Campbell, CON
3. 1911-1921 — Robert Cruise, PLC
4. 1921-1930 — William John Ward, PPC (1921-1926) & Libéral-progressiste (1926-1930)
5. 1930-1935 — James Langstaff Bowman, CON
6. 1935-1945 — William John Ward, PLC
7. 1945-1949 — Fred Zaplitny, CCF
8. 1949-1953 — William John Ward, PLC (3)
9. 1953-1958 — Fred Zaplitny, CCF (2)
10. 1958-1968 — Elmer Forbes, PC
11. 1968-1980 — Gordon Ritchie, PC
12. 1980-1984 — Laverne Lewycky, NPD
13. 1984-1993 — Brian White, PC
14. 1993-1997 — Marlene Cowling, PLC
15. 1997-2010 — Inky Mark, PR (1997-2000), AC (2000-2002), PC (2002-2004) & PCC (2004-......)
16. 2011-2015 — Robert Sopuck, PCC

- AC = Alliance canadienne
- CCF = Co-Operative Commonwealth Federation
- CON = Parti conservateur du Canada (ancien)
- PC = Parti progressiste-conservateur
- PCC = Parti conservateur du Canada
- PLC = Parti libéral du Canada
- PPC = Parti progressiste du Canada
- PR = Parti réformiste du Canada

1. ↑  Élections Canada.